# Fred Tilson
Samuel Frederick Tilson oder kurz Fred Tilson (* 19. April 1904 in Swinton, South Yorkshire, England; † 21. November 1972 in Manchester, England) war ein englischer Fußballspieler. Man bezeichnete ihn als einen schnellen Denker auf dem Platz mit einer unglaublichen Technik.

## Jugend
Fred Tilson wurde am 19. April 1905 in Swinton, England geboren. Er begann seine Fußballkarriere bei der Barnsley Gemeinde. Anschließend wechselte er zu FC Barnsley und spielte neben Eric Brook, der bis heute der Rekordtorschütze von Manchester City ist. Die gute Form der beiden Stürmer weckte das Interesse von größeren Mannschaften. Schließlich transferierte Manchester City beide Stürmer für eine Summe von insgesamt £6.000. Beide Spieler debütierten am 17. März 1928 in einem Ligaspiel gegen Grimsby Town.

## Karriere
Während seiner ersten Spielzeit bei der Mannschaft von Manchester City kam er 6-mal zum Einsatz und half seiner Mannschaft dabei in die erste Liga aufzusteigen. In der zweiten Saison wurde er in 22 Spielen eingesetzt und schoss 12 Tore. In den Spielzeiten von 1929 bis 1931 wurde er aufgrund einer Verletzung kaum eingesetzt.
Die Saison 1931/32 lief wieder besser für Tilson. Er erzielte 13 Ligatore und 3 Tore im FA-Cup-Turnier. 1932/33 schaffte es Tilson mit 23 Toren insgesamt der Torschützenkönig seiner Mannschaft zu werden. 1933 erreichte er mit seiner Mannschaft das Finale des FA Cup Turniers, kam jedoch nicht zum Einsatz. Das Finale endete mit einer 3-zu-0-Niederlage gegen FC Everton. In der darauffolgenden Saison, schafften sie es wieder ins Finale, in dem Tilson auch eingesetzt wurde. Im Finale, in der Tilson zwei Tore schoss, konnten sie sich 2 zu 1 gegen FC Portsmouth durchsetzen und wurden somit die FA Cup Champions der Spielzeit 1933/34. Fred Tilson ist bis heute mit 22 erzielten Toren im FA-Cup der Rekordtorschütze von Manchester City.
1934 spielte Tilson außerdem in seinem ersten Länderspiel für die englische Fußballnationalmannschaft, das mit einer 2:1-Niederlage gegen Ungarn endete. Tilson erzielte damals das Tor für England.
1935/36 wurde Fred Tilson mit 18 Ligatoren der Torschützenkönig innerhalb seiner Mannschaft. Manchester City beendete die Saison auf dem 4. Tabellenplatz. Mit der Spielzeit 1936/37 kam der Erfolg. Die Mannschaft wurde Ligameister mithilfe von Tilsons 15 Ligatoren, einschließlich 2 Hattricks gegen Charlton Athletic und die Mannschaft von Wolverhampton. Die nächste Spielzeit ging es für die Mannschaft jedoch schnell wieder bergab. Manchester City stieg aus der damals höchsten englischen Spielklasse ab. Die Saison war außerdem Tilsons letzte Spielzeit für Manchester City. Nach seiner Karriere bei Manchester City wechselte er zu Northampton Town und anschließend zu York City, wo er seine Karriere als Fußballspieler beendete.

## Nach der Karriere
Nach der Beendigung seiner Fußballspielerkarriere kehrte er als Trainer zu Manchester City zurück. Er arbeitete 21 Jahre lang für den Verein, bevor er 1968 in Rente ging. Am 21. November 1972 ist er in Manchester gestorben.

## Erfolge
Manchester City
- FA Cup Gewinner: 1934
- Football League First Division Meister: 1936/37